# Авъл Габиний (трибун)
Авъл Габиний (Aulus Gabinius) е политик на Римската република през втората половина на 2 век пр.н.е. Произлиза от фамилията Габинии.
През 139 пр.н.е. той е народен трибун. Автор е на lex Tabellaria или Lex Gabinia tabellaria, от който произлиза по-късният закон Lex Gabinia.
Тази година консули са Марк Попилий Ленат и
Гней Калпурний Пизон.